# Bas Tietema
Bas Tietema (* 29. Januar 1995 in Zwolle) ist ein ehemaliger niederländischer Radrennfahrer sowie Mitbegründer und späterer Teamleiter eines Radsportteams.

## Sportlicher Werdegang
Nach ersten Erfolgen bei den Junioren wurde Tietema zur Saison 2014 Mitglied im BMC Development Team. Den einzigen Erfolg während der drei Jahre beim Team erzielte er beim Mannschaftszeitfahren der Berlin-Rundfahrt 2016. Ein Einzelerfolg blieb ihm verwehrt, wenn gleich er mehrfach auf dem Podium stand, zuletzt als Zweiter auf der letzten Etappe der Olympia’s Tour 2015.
Nachdem er vom BMC Racing Team nicht übernommen worden war, fuhr Tietema zwei Jahre für kleinere UCI Continental Teams, ohne nennenswerte Erfolge zu verzeichnen. Nach drei Jahren Unterbrechung von 2019 bis 2021 kehrte er in der Saison 2022 mit dem Team Bingoal Pauwels Sauces WB auf die internationale Bühne zurück.
Bekannt wurde Tietema durch seinen YouTube-Kanal Tour de Tietema, auf dem er den Radsport hinter den Kulissen zeigt. Zur Saison 2023 gründete er sein eigenes Team TDT-Unibet, das als UCI Continental Team lizenziert ist und dessen Entwicklung er auf seinem YouTube-Kanal begleitet. Zunächst blieb er auch weiterhin als Fahrer in seinem Team aktiv. Jedoch erklärte er im September 2023 seinen Rücktritt vom aktiven Radsport, um sich auf seine Rolle in der Teamleitung zu konzentrieren.

## Erfolge
2013
- eine Etappe und Bergwertung Keizer der Juniores
- eine Etappe Ronde des Vallées

2016
- Mannschaftszeitfahren Tour de Berlin